# Isoetes prototypus
Isoetes prototypus là một loài dương xỉ trong họ Isoetaceae. Loài này được D.M. Britton mô tả khoa học đầu tiên năm 1991.